# Prédicat (linguistique)
Pour les articles homonymes, voir prédicat.
En grammaire, le prédicat est une partie de la phrase simple. Cette notion connaît plusieurs interprétations, toutes prenant en compte son rapport avec une autre partie de la phrase simple, le sujet.
Selon l’une des interprétations, le prédicat est un syntagme verbal, qu’il soit constitué d’un verbe seul, ou de celui-ci et d’un ou plusieurs éléments qui lui sont subordonnés. Par exemple, dans la phrase Pierre écrit une lettre à sa mère, le prédicat serait toute la partie de la phrase qui suit le sujet Pierre. Dans cette interprétation, dans une phrase isolée comme celle-ci, le prédicat est équivalent, du point de vue logique, à la partie d’une phrase appelée rhème, commentaire ou propos, c’est-à-dire ce qu’on dit du sujet, qui est, dans ce cas, le thème, c’est-à-dire ce dont on parle,,.
Dans une autre interprétation, dans le cas d’un syntagme verbal dont le verbe est une copule (être, rester, paraître, etc.), on appelle prédicat l’adjectif, le nom, etc. qui font partie du syntagme verbal. Ainsi, dans les phrases Pierre est heureux, Pierre est devenu un ingénieur, les prédicats seraient heureux et un ingénieur. Parfois, dans le cas d’une telle phrase, on réduit la notion de prédicat à la propriété qui est conférée au sujet par la copule, ce qui veut dire qu’il ne pourrait être exprimé que par un adjectif,.
Pour Grevisse et Goosse, des types de prédicats sont aussi bien un élément adjectival ou nominal appelé « attribut du sujet », uni à celui-ci par l’intermédiaire d’un verbe copule (ex. L’enfant paraît malade, Mon mari est médecin), que n’importe quel verbe : Le moineau pépie. Cette interprétation et l’appellation « prédicat » ou sa traduction se retrouvent dans des grammaires scolaires d’autres langues aussi : (en) predicate, (ro) predicat, (sr) predikat, (hu) állítmány. Dans ces grammaires, on parle de « prédicat nominal » (constitué de la copule et de l’attribut du sujet pris ensemble) et de « prédicat verbal » (l’autre type de prédicat selon Grevisse et Goosse). Ce sont ces appellations qui sont utilisées ci-après.

## Essai de définition du prédicat
Dans cet article, c’est la dernière interprétation ci-dessus, celle des grammaires scolaires, qui est adoptée. Sans tenir compte des éléments du syntagme verbal autres que le verbe et la copule + l’attribut du sujet, le prédicat est une entité de la phrase simple appelée « terme », « constituant », « élément », « élément » à côté de « terme », « élément » à côté de « fonction » ou seulement « fonction », dont Grevisse et Goosse constatent qu’aucune de ses définitions n’est pleinement satisfaisante, puisque chacune de ses caractéristiques a ses limites :
- Le prédicat est ce qu’on dit du sujet mais le rhème de la phrase est défini de la même façon lorsque son thème coïncide avec le sujet. Cependant, le rhème est parfois différent du prédicat.
- Le prédicat est en général un verbe, mais il peut aussi être un mot d’une autre nature. En même temps, il y a aussi des phrases sans prédicat, non analysables.
- Le prédicat est l’élément de la phrase auquel le sujet confère les catégories de personne et de nombre, dans certains cas et, dans certaines langues, de genre aussi, mais ce n’est valable que pour les langues flexionnelles et les langues agglutinantes. De toutes façons, le prédicat peut exprimer :

1. une action effectuée par le sujet : (fr) ''Le moineau pépie[5] ;
2. une action qu’il subit : (en) The cat was chased by the dog « Le chat était poursuivi par le chien »[16] ;
3. le fait qu’il lui arrive quelque chose : (ro) Mă doare capul « J’ai mal à la tête »[17] ;
4. le fait qu’il existe : (fr) Il y a du bruit[18] ;
5. le fait qu’il possède quelque chose ou quelqu’un : (hr) Svi mi imamo posebne zadatke « Nous avons tous différentes tâches »[19] ;
6. son état : (hu) A gyerek rosszul van « L’enfant a un malaise »[20] ;
7. son identification : (hu) Az a fiú a testvérem « Ce garçon-là est mon frère »[21] ;
8. son rangement dans une catégorie : (sr) Moj brat je inženjer « Mon frère est ingénieur »[8] ;
9. sa qualification : (ro) Ei sunt veseli « Ils sont gais »[17] ;
10. le fait qu’il se caractérise par une quantité : (hu) Az erdőben sok gomba van « Dans la forêt il y a beaucoup de champignons »[20].

## Statut du prédicat par rapport aux autres éléments à fonction syntaxique
Il est généralement accepté que, dans la phrase simple du type le plus fréquent, la phrase verbale énonciative, le prédicat est l’un des éléments appelés essentiels, fondamentaux, ou principaux,,, l’autre étant le sujet.
Selon certains grammairiens, le prédicat est le seul élément principal, étant donné qu’il peut constituer tout seul une phrase verbale. Il y a ainsi des phrases sans sujet, par exemple celles dont le prédicat exprime des phénomènes naturels, comme Il pleut, où il est simplement un indicateur de la troisième personne. Un autre argument en faveur de cette opinion est que le prédicat peut fonctionner sans sujet exprimé par un mot à part, mais seulement par sa désinence (sujet appelé « inclus »), comme au mode impératif, en français. Dans d’autres langues, c’est son fonctionnement ordinaire à tous les modes personnels si le sujet n’est pas mis en relief : (ro) Nu trăim ca să mâncăm, ci mâncăm ca să trăim « On ne vit pas pour manger mais on mange pour vivre », (sr) Sutra dolazim kod tebe « Demain je viens chez toi », (hu) Jössz? « Tu viens ? ».
À part le sujet et les éléments que celui-ci peut subordonner (épithète, apposition, complément du nom ou du pronom), les autres éléments éventuels de la phrase sont subordonnés au prédicat. Ce sont des compléments du verbe et des propositions subordonnées correspondant à ceux-ci, dont le type dépend du sens lexical du prédicat. Du moins dans les langues mentionnées dans cet article, il peut s’agir principalement d’un :
- complément d’objet direct (COD) : (fr) J’aime ma sœur (Grevisse et Goosse 2007, p. 321) ;
- complément d’objet indirect (COI) : (sr) Sve zavisi od rezultata « Tout dépend du résultat »[31] ;
- complément circonstanciel (CC)[32] : (hu) Gyakran kapok hírt felőle « Je reçois souvent de ses nouvelles »[33] ;
- complément d’agent (CA) : (ro) Condițiile sunt stabilite de participanți « Les conditions sont établies par les participants »[34].

En plus de ces éléments, dans certaines grammaires il peut y en avoir d’autres considérés comme subordonnés au prédicat.
Dans les grammaires du roumain, on parle d’« élément prédicatif supplémentaire », subordonné en même temps au prédicat et à un autre élément de la phrase, ex. Ea se numește Puica « Elle s’appelle Puica » (considéré comme subordonné au prédicat et au sujet), L-am văzut supărat « Je l’ai vu fâché » (considéré comme subordonné au prédicat et au complément d’objet direct). Dans ce dernier cas, l’élément prédicatif supplémentaire correspond dans Grevisse et Goosse à l’attribut de l’objet (ex. On l’a nommé président). Quand il est en relation avec le sujet, certaines grammaires françaises y voient un attribut du sujet, ex. Il se conduit en chef, mais Grevisse et Goosse y voient une épithète détachée (si c’est un adjectif) ou une apposition détachée (si c’est un nom).
Une grammaire du serbe voit aussi dans l’élément correspondant à celui ci-dessus un subordonné du prédicat, qu’elle appelle « attribut provisoire », « attribut prédicatif », « prédicatif » ou « qualificatif actuel » : Naši su prvi stigli na cilj « Les nôtres sont arrivés les premiers au but », Nikad te nisam video ovakvog « Je ne t’ai jamais vu dans cet état ».
Les grammaires du hongrois prennent en compte un complément appelé « d’état », dont un type correspond au même élément ci-dessus : A gyerek betegen fekszik « L’enfant est couché, malade », Apám sebészként dolgozik a klinikán « Mon père travaille à la clinique en tant que chirurgien ».
Certains verbes ont un sens qui leur permet d’avoir, en tant que prédicats, plusieurs espèces de compléments à la fois, ex. (en) Yesterday (CC) John gave the money (COD) to Peter (COI) « Hier, John a donné l’argent à Peter ».
Bien que beaucoup de prédicats puissent fonctionner sans complément, il y en a aussi qui, à cause de leur sens, ne peuvent pas se priver d’un complément au moins. Exemples :
- (fr) Il habite à Paris (CC)[41] ;
- (ro) Atunci el spuse o prostie « Alors il dit une bêtise » (COD)[42] ;
- (hu) Jártas a biológiában « Il/Elle s’y connaît en biologie » (COI)[43].

## Types de prédicats
Les types de prédicats sont établis selon la nature des mots qui peuvent les exprimer. Selon certaines grammaires il n’y en a que deux : exprimé par un verbe seul (prédicat verbal) et exprimé par une copule + un attribut du sujet (prédicat nominal). Certaines grammaires du roumain traitent à côté de ceux-ci, d’un prédicat qu’elles appellent adverbial et d’un autre, appelé interjectionnel. Il y en a qui distinguent un quatrième type également, appelé « verbal-nominal ».

### Le prédicat verbal
Le prédicat verbal est tout d’abord celui exprimé par un verbe proprement-dit à un mode personnel. Dans certaines grammaires, c’est le seul considéré comme un tel prédicat.
Selon d’autres grammaires, la locution verbale constitue également un prédicat verbal :
- (fr) Ils ont pris la fuite[47] ;
- (ro) „Căci singura mea rugă-i uitării să mă dai” « Car ma seule prière est que tu m’oublies » (littéralement « … à l’oubli que tu me donnes ») (Mihai Eminescu)[48] ;
- (en) John gave the roses a prune « John a taillé les rosiers » (litt. « … a donné au rosiers une taille »)[49].

Dans certaines grammaires, on considère que le prédicat verbal peut être à un mode non personnel (une forme nominale du verbe) aussi.

#### Exprimé par un verbe à l’infinitif
- à la place de l’impératif :
  - dans des avertissements et des interdictions :

(fr) Ne pas se pencher dehors ;
(ro) A nu se fuma! « Ne pas fumer ! » ;
- dans des modes d’emploi :

(fr) Bien agiter avant usage ;
(ro) A se păstra la rece! « Garder au frais ! » ;
- dans des recettes culinaires : (fr) Ajouter le jaune d’œuf,… ;

- pour exprimer un sujet indéterminé :
  - (fr) Pourquoi ne pas y aller?[51] ;
  - (hu) Innen látni a város fényeit « D’ici on voit les lumières de la ville »[52].

Selon des grammaires françaises, l’infinitif est prédicat dans une proposition subordonnée si son sujet est différent de celui de son verbe régent, quand celui-ci :
- exprime une recommandation, un conseil, une disposition, un ordre : Je dis à Pierre de sortir[53] ;
- exprime une perception : J’entends les oiseaux chanter[54] ;
- est le verbe faire : J’ai fait entrer les étudiants[55] ;
- est le verbe laisser : Laissez passer la voiture[55].

Dans des grammaires roumaines aussi, on trouve l’infinitif en tant que prédicat : Până a nu se aduna toți, ședința nu putea fi începută « La réunion ne pouvaient pas commencer jusqu’à ce que tous se soient rassemblés ».

#### Exprimé par un verbe à un autre mode non personnel
À la même condition que ci-dessus, dans des grammaires françaises et roumaines, on considère que le prédicat peut aussi être aux modes :
- (fr) participe : La patience aidant, vous réussirez, Le chat parti, les souris dansent[56] ;
- (ro) :
  - gerunziu (correspondant au participe présent français) : Căci voi murind în sânge, ei pot să fie mari « Car vous, mourant dans le sang, ils peuvent être grands » (M. Eminescu)[48] ;
  - participe (correspondant au participe passé français) : Părăsit de toți, copilul a început să plângă « Quitté par tous, l’enfant s’est mis à pleurer »[48] ;
  - supin (correspondant à l’infinitif français précédé de la préposition à) : De reținut acest lucru « À retenir cela »[57].

Le prédicat verbal peut être omis et sous-entendu pour des raisons stylistiques, y compris lorsqu’il se répéterait dans des phrases voisines :
- (fr) – Iras-tu à la réunion ? – Avec plaisir[51] ;
- (ro) – Să aducă volumele? – Cine? « – Qu’il apporte les volumes ? – Qui ça ? », Și iepurele alerga nebunește la vale. Mingea – după el! « Et le lapin descendait la pente en courant comme un fou. Le ballon – après lui ! »[7] ;
- (hu) Háta mögött farkas, feje fölött holló « Loup derrière lui, corbeau au-dessus de lui » (Sándor Petőfi)[58].

### Le prédicat interjectionnel
Selon les grammaires roumaines, l’interjection prédicative peut être un mot-phrase tel (ro) Na! « Tiens ! », Poftim! « Tenez ! » (accompagnant un geste pour remettre quelque chose) ou Hai! « Allez ! », « Viens ! ». Ce dernier peut avoir deux désinences verbales : Haidem! « Allons-y ! », Haideți! « Venez ! » Il peut aussi s’agir d’une interjection par laquelle on appelle, on chasse ou on mène des animaux : Marș! (pour chasser un chien), Ho! (pour arrêter un animal de traction), ainsi que des onomatopées. De tels mots peuvent aussi avoir des compléments :
- un COD et un COI : (ro) Na-ți cartea! « Tiens le livre ! »[60] ;
- un CC : Pupăza zbârr! pe-o dugheană « La huppe (onomatopée) sur une échoppe » (Ion Creangă)[59].

Dans des grammaires BCMS aussi on traite d’un tel type de prédicat, ex. (hr) Zatrčao se i hop preko plota « Il a pris son élan et hop ! par-dessus la clôture ».

### Le prédicat adverbial
Dans certaines grammaires du roumain, on considère comme des adverbes prédicatifs trois espèces de mots.
Certains mots et locutions constituent dans d’autres grammaires une classe à part, celle des modalisateurs, qui n’ont pas de fonction syntaxique dans la phrase mais peuvent être des mots-phrases, y compris en tant que propositions principales : (ro) Bineînțeles că va veni « Bien sûr qu’il/elle viendra ».
D’autres adverbes seraient prédicatifs par omission de la copule : Rău că nu ne-am putut întâlni « C’est mal que nous n’ayons pas pu nous rencontrer ».
Enfin, un adverbe proprement dit comme repede « vite », d’ordinaire CC de manière, pourrait être prédicat : Repede acasă! « Vite à la maison ! »

### Le prédicat nominal
Selon Grevisse et Goosse, ce prédicat est celui formé d’un élément adjectival ou nominal appelé « attribut du sujet », uni au sujet par un élément verbal appelé « copule ». Dans d’autres grammaires, ce sont les deux éléments pris ensemble qui sont considérés comme le prédicat nominal.
La copule exprime les catégories grammaticales du verbe de la même façon que le prédicat verbal. La copule par excellence est le verbe être et ses correspondants dans toutes les langues mentionnées dans cet article, lorsqu’il n’a pas le sens exister et qu’il n’est pas l’auxiliaire des verbes à la voix passive. Le hongrois est une langue dans laquelle cette copule est obligatoirement omise à la 3e personne de l’indicatif présent (Az apám kovács « Mon père est forgeron »), mais elle est présente aux autres formes verbales : A fiú okos volt « L’enfant était intelligent ».
On considère comme des copules d’autres verbes aussi, en nombre différent selon divers grammairiens. Concernant des grammaires françaises, Dubois 2002 mentionne en tant que copules les verbes être, devenir, sembler, paraître et rester.
Pour l’anglais, Bussmann 1998 donne comme copules les verbes be « être », become « devenir », seem « sembler, paraître », get « devenir » et affirme qu’on en considère comme tels d’autres verbes aussi. Crystal 2008 leur ajoute (exemples en phrases) : She feels angry « Elle se sent furieuse », That looks nice « Ça a l’air sympathique », He fell ill « Il est tombé malade ».
Pour Avram 1997, en roumain, en dehors de a fi « être », il y a comme copules a deveni « devenir » et, occasionnellement, a însemna « signifier, vouloir dire » : Învățătura înseamnă muncă « L’apprentissage veut dire travail ». Bărbuță 2000 mentionne d’autres verbes aussi, qui ajoutent au prédicat une nuance sémantique supplémentaire, en les appelant semi-copules : a ajunge « arriver à être », a se face « se faire, devenir », a rămâne « rester », a părea « sembler, paraître ».
Dans certaines grammaires du hongrois, trois verbes seulement sont considérés comme des copules (exemples en phrases) : Író vagyok « Je suis écrivain », Tiszta maradtál « Tu es resté(e) propre », Húszéves múltál « Tu as plus de vingt ans » (litt. « De vingt ans tu as passé »).
L’attribut du sujet peut être exprimé par :
- un nom : (fr) Il est avocat[71] ;
- un pronom : (ro) Ce sunt ei? « Que sont-ils ? »[72] ;
- un adjectif (hu) Még zöld a cseresznye « Les cerises sont encore vertes »[21] ;
- une locution adjectivale : (fr) Il est à couteaux tirés avec elle[36] ;
- un numéral : (sr) Četiri i tri su sedam « Quatre et trois font sept » (litt. « … sont sept »)[8] ;
- un adverbe employé adjectivement : (ro) Ea nu e așa « Elle n’est pas comme ça »[72] ;
- un participe : (fr) Je suis hésitant, Le marché paraissait conclu[73] ;
- un infinitif : (ro) Datoria noastră este a munci « Notre devoir est de travailler »[72] ;
- un supin (ro) El era de invidiat « Il était à envier »[72].

L’attribut du sujet a son correspondant dans la phrase complexe sous la forme d’une proposition conjonctive : Le malheur, c’est qu’il est tombé à dix mètres de l’arrivée.

## Structure du prédicat
Dans certaines grammaires, le prédicat est traité du point de vue de sa complexité aussi, en relation avec son type.
Selon Lengyel 2000, le prédicat verbal peut être simple, lorsqu’il est formé d’un seul verbe à un mode personnel, y compris quand il est à une forme composée, ou double, quand il est formé du verbe impersonnel (hu) kell « il faut » + un verbe au subjonctif : El kellett olvassunk néhány könyvet « Il a fallu que nous lisions quelques livres.
Le prédicat complexe serait tout d’abord le prédicat verbal ayant la structure verbe semi-auxiliaire + infinitif ou infinitif + semi-auxiliaire. Dans les grammaires hongroises, on admet trois tels verbes, de trois types différents :
- talál – au sens lexical « trouver », employé en tant que semi-auxiliaire de modalité pour exprimer le caractère éventuel de l’action : De ha farkas talál jönni? « Et s’il arrivait qu’un loup vienne ? »
- szokott – uniquement semi-auxiliaire d’aspect, utilisé seulement avec cette forme (de passé, y compris se référant au présent), pour exprimer le caractère répété de l’action (aspect itératif) : Kati gyakran szokott uszodába járni « Kati va souvent à la piscine » ;
- tetszik – au sens lexical « plaire », employé comme semi-auxiliaire pragmatique dans des formules polies pour s’adresser : Holnap tetszik feleltetni? « Est-ce que vous allez nous questionner demain ? », litt. « Demain vous aimez questionner ? » (élève à un professeur).

Une espèce de prédicat complexe serait aussi le prédicat nominal formé de l’un des trois verbes semi-auxiliaires ci-dessus + attribut du sujet (ou attribut + semiauxiliaire) + copule à l’infinitif. Exemples en hongrois :
- Bánatos talál lenni « Il arrive qu’il/elle soit triste » ;
- Márton szokott leggyorsabb lenni a terítésnél « D’habitude c’est Márton qui est le plus rapide pour mettre la table » ;
- Csak nem tetszik álmos lenni? « Ne me dites pas que vous avez sommeil ! »

Bărbuță 2000 aussi prend en compte une variété complexe de prédicat nominal, l’appelant « prédicat verbal-nominal ». Exemples en roumain :
- avec un semi-auxiliaire modal : El poate să fie calm « Il peut être calme » ;
- avec un semi-auxiliaire d’aspect : El începe să fie încăpățânat « Il commence à être entêté ».

## Accord du prédicat
Le fait que le sujet confère au prédicat certaines de ses catégories grammaticales signifie que d’ordinaire il s’accorde avec le sujet. Il y a des règles générales et certaines règles spéciales qui concernent cet accord.

### Règles générales
Dans les langues mentionnées dans cet article, en règle générale, le prédicat verbal et la copule du prédicat nominal s’accordent en personne et en nombre avec le sujet, d’ordinaire si celui-ci est simple et exprimé par un mot de nature nominale. Dans certaines langues et dans certains cas, l’accord se fait en genre aussi. L’accord de l’attribut se fait en général quand il est exprimé par un adjectif, si le sujet est un mot de nature nominale, en nombre et, dans certaines langues, en genre. L’accord est marqué de manière morphologique, dans la mesure plus ou moins grande dont dispose la langue en cause de morphèmes pour le faire. Exemples d’accord ou de manque d’accord en personne et en nombre :
- (fr) Nous dormons (accord à la 1re personne du pluriel, marquée par la désinence -ons)[76] ;
- (en) The cat bit the dog (manque d’accord faute de morphème verbal adéquat) « Le chat a mordu le chien »[16] ;
- (ro) El s-a ascuns în casă (3e personne du singulier – la forme a du verbe auxiliaire) « Il s’est caché dans la maison »[69] ;
- (hr) Autobus će stići za pola sata (3e personne du singulier – la forme će du verbe auxiliaire) « L’autobus va arriver dans une demi-heure »[77] ;
- (hu) Ki kopog? (3e personne du singulier – désinence ø du verbe) « Qui frappe à la porte ? »[78].

L’accord du prédicat verbal se fait aussi en genre si la langue en question dispose de cette catégorie, et dans la mesure où celle-ci est représentée. C’est le cas lorsque le verbe auxiliaire est « être », l’accord se manifestant par la forme du participe du verbe à sens lexical. En français, cet accord est saisissable plutôt à l’écrit que dans la parole.
Le participe s’accorde notamment quand le prédicat est à la voix passive :
- (fr) Le voleur a été arrêté par le policier (accord au masculin singulier marqué par la terminaison -é du participe)[76] ;
- (ro) Condițiile sunt stabilite de participanți (féminin pluriel – terminason -e) « Les conditions sont établies par les participants »[34] ;
- (sr) Škola je otvorena 1932. godine (féminin singulier – terminaison -a) « L’école a été ouverte en 1932 »[79].

En français ou en BCMS, l’accord en genre se fait à la forme pronominale aussi, dans le cas des verbes transitifs directs, aux formes temporelles composées avec le participe. Exemples :
- (fr) Ils se sont affirmés plus travailleurs qu’intelligents (masculin pluriel marqué seulement à l’écrit – terminaison -s)[37] ;
- (hr) Opet ste se potukli! (masculin pluriel – terminaison -li) « Vous vous êtes encore battus ! »[80].

Le participe s’accorde en genre avec le sujet à la voix active aussi, aux temps composés avec l’auxiliaire « être ». En français, c’est exceptionnel (Les marchandises sont arrivées, mais en BCMS, c’est général : (sr) Da li ste videle ovo? « Avez-vous vu cela ? » (féminin pluriel du sujet marqué par la terminaison du participe).

### Règles spéciales
Si le sujet est simple mais exprimé par un nom collectif au singulier, l’accord peut être grammatical (formel), c’est-à-dire le prédicat aussi est au singulier, mais l’accord peut aussi être sémantique (selon le sens), donc au pluriel. Dans une langue comme le hongrois, l’accord est d’ordinaire grammatical dans ce cas, mais en français ou en roumain, il peut être des deux sortes avec certains noms :
- (fr) Parmi les personnes infectées, un tiers a entre 15 et 24 ans[83] vs La plupart sont venus[84] ;
- (ro) Majoritatea a (singulier) venit ou Majoritatea au (pluriel) venit « La plupart sont venus »[85].

En cas de sujet multiple exprimé par des mots de la 3e personne, en français, en roumain ou en BCMS, l’accord en nombre se fait d’ordinaire au pluriel, mais dans certaines situations il est possible au singulier :
- (fr) Jeanne et Marianne se sont tues[86] vs Leur condition et l’état du monde les força d’être toujours en armes (Anatole France)[87] ;
- (ro) Premierul și ministrul de externe vor sosi […] « Le premier ministre et le ministre des affaires étrangères arriveront […] »[88] vs Le iese înainte împăratul Verde, fetele sale, […] (litt. « Leur sort devant l’empereur Vert, ses filles […] ») (Ion Creangă)[89] ;
- (hr) Sad su ga oblačile Draga i Vojvotkinja « Maintenant c’étaient Draga et Vojvotkinja qui l’habillaient » vs Ove godine poharala je (singulier) tuča i suša silno vinograde « Cette année, la grêle et la sècheresse ont gravement endommagé les vignobles »[90].

En hongrois, c’est l’inverse ; l’accord se fait d’ordinaire au singulier et exceptionnellement au pluriel : Tanár és diák együtt pakol (singulier) ou, plus rarement, pakolnak (pluriel) a szertárban « Le professeur et l’élève font ensemble des paquets dans le laboratoire ».
Si les sujets sont de personnes différentes, l’accord en nombre se fait au pluriel et celui en personne comme suit :
- 1re et 2e personnes ; 1re et 3e ; 1re, 2e et 3e → 1re personne :
  - (fr) Ni moi, ni lui, ni ses amis, ni ses ennemis ne l’oublierons (Honoré de Balzac)[91] ;
  - (ro) Eu și tu / Eu și el / Eu, tu și el plecăm la teatru « Moi et toi / Moi et lui / Moi, toi et lui, nous allons au théâtre »[92] ;
  - (hr) Pogledali smo se Draga i ja « Moi et Draga, nous nous sommes regardé(e)s »[90] ;
  - (hu) Én és te szeretjük egymást « Moi et toi, nous nous aimons »[21].
- 2e et 3e personnes :
  - dans certaines langues → 2e personne, y compris de politesse :
    - (fr) Je serais désolé que vous ou Souza ne fussiez pas des nôtres (André Gide)[91] ;
    - (ro) Tu și ei veți veni mâine dimineață « Toi et eux, vous viendrez demain matin »[92] ;

  - dans d’autres langues, par exemple en hongrois[21] :
    - en relation de tutoiement → 2e personne : Ti és ők mikor ismerkedtetek meg? « Toi et eux, quand vous vous êtes connus ? » ;
    - en relation de non-tutoiement, marquée par la 3e personne dans cette langue → 3e personne : Ön, Pista bácsi és te, Jóska, üljenek ide! « Vous, père Pista, et toi, Jóska, asseyez-vous là ».

Avec des sujets de genres différents, l’accord se fait d’ordinaire au masculin pluriel :
- (fr) Lucien et Françoise se sont aperçus en même temps de leur erreur[93] ;
- (ro) Greșeala și autorul ei erau cunoscuți « L’erreur et son auteur étaient connus »[94] ;
- (hr) Ona i muž nisu ni pomišljali da legnu « Elle et son mari ne pensaient même pas se coucher »[90].

## Sources bibliographiques
- (ro) Avram, Mioara, Gramatica pentru toți [« Grammaire pour tous »], Bucarest, Humanitas, 1997, 597 p. (ISBN 973-28-0769-5)
- (hr) Barić, Eugenija et al., Hrvatska gramatika [« Grammaire croate »], Zagreb, Školska knjiga, 1997, 2e éd., 683 p. (ISBN 953-0-40010-1)
- (ro) Bărbuță, Ion et al., Gramatica uzuală a limbii române [« Grammaire usuelle du roumain »], Chișinău, Litera, 2000 (ISBN 9975-74-295-5, lire en ligne)
- (en) Bussmann, Hadumod (dir.), Dictionary of Language and Linguistics [« Dictionnaire de la langue et de la linguistique »], Londres – New York, Routledge, 1998 (ISBN 0-203-98005-0, lire en ligne)
- Chevalier, Jean-Claude et al., 'Grammaire Larousse du français contemporain, Paris, Larousse, 1974 (ISBN 2-03-070031-2)
- (ro) Constantinescu-Dobridor, Gheorghe, Dicționar de termeni lingvistici [« Dictionnaire de termes linguistiques »] (DTL), Bucarest, Teora, 1998 (sur Dexonline.ro)
- (en) Crystal, David, A Dictionary of Linguistics and Phonetics [« Dictionnaire de linguistique et de phonétique »], Oxford, Blackwell Publishing, 2008, 4e éd., 529 p. (ISBN 978-1-4051-5296-9, lire en ligne)
- Delatour, Yvonne et al., Nouvelle grammaire du français : cours de civilisation française de la Sorbonne, Paris, Hachette, 2004, 367 p. (ISBN 2-01-155271-0, lire en ligne)
- Dubois, Jean et al., Dictionnaire de linguistique, Paris, Larousse-Bordas/VUEF, 2002 (lire en ligne)
- (en) Eifring, Halvor et Theil, Rolf, Linguistics for Students of Asian and African Languages [« Linguistique pour les étudiants en langues asiatiques et africaines »], Oslo, Université d’Oslo, 2005 (lire en ligne)
- Gledhill, Christopher, « Vers une analyse systémique fonctionnelle des expressions verbo-nominales », dans Banks, David et al. (dir.), La Linguistique systémique fonctionnelle et la langue française, Paris, L’Harmattan, 2009 (lire en ligne), p. 89-126
- Grevisse, Maurice, Le Bon Usage. Grammaire française, Gembloux, Duculot, 1964, 8e éd.
- Grevisse, Maurice et Goosse, André, Le Bon Usage : grammaire française, Bruxelles, De Boeck Université, 2007, 14e éd., 1600 p. (ISBN 978-2-8011-1404-9, lire en ligne)
- (hu) Kálmánné Bors, Irén et A. Jászó, Anna, « Az egyszerű mondat » [« La phrase simple »], dans A. Jászó, Anna (dir.), A magyar nyelv könyve [« Le livre de la langue hongroise »], Budapest, Trezor, 2007, 8e éd. (ISBN 978-963-8144-19-5, lire en ligne), p. 345-436
- Kalmbach, Jean-Michel, Guide de grammaire française pour étudiants finnophones, Jyväskylä (Finlande), Université de Jyväskylä, 2013 (ISBN 978-951-39-4260-1, lire en ligne)
- (en) Kearns, Kate, « Predicate Nominals in Complex Predicates » [« Nominaux prédicats en prédicats complexes »], MIT Working Papers in Linguistics, no 10,‎ 1989, p. 123-134
- (sr) Klajn, Ivan, Gramatika srpskog jezika [« Grammaire de la langue serbe »], Belgrade, Zavod za udžbenike i nastavna sredstva, 2005 (ISBN 86-17-13188-8, lire en ligne)
- La grammaire pour tous, Paris, Hatier, coll. « Bescherelle », 1990, 3e éd. (ISBN 2-218-02471-3)
- (hu) Lengyel, Klára, « Az állítmány » [« Le prédicat »], Magyar Nyelvőr, no 1,‎ 2000, p. 47-59 (lire en ligne, consulté le 14 janvier 2025)
- Mauger, Gaston, Grammaire pratique du français d’aujourd’hui, Paris, Hachette, 1971, 4e éd.
- Szende, Thomas et Kassai, Georges, Grammaire fondamentale du hongrois, Paris, Langues et mondes – l’Asiathèque, 2007, 573 p. (ISBN 978-2-915255-55-3, lire en ligne)